# بقماوية
البَقَّمَاوِيَّة (الاسم العلمي: Caesalpinieae) هي قبيلة نباتية تتبع فصيلة البقولية من رتبة الفوليات.

## أجناس
- البقم[3] (الاسم العلمي: Caesalpinia)
- الخروب (الاسم العلمي: Ceratonia)
- العندم (الاسم العلمي: Haematoxylum)
- الغلاديشية (الاسم العلمي: Gleditsia)
- المتوهجة (الاسم العلمي: Delonix)
- الكولفيلية (الاسم العلمي: Colvillea)
- اليعب (الاسم العلمي: Cordeauxia)
- التاشغالي (الاسم العلمي: Tachigali)
- الهوفمانسغية (الاسم العلمي: Hoffmannseggia)
- الباركنسونية (الاسم العلمي: Parkinsonia)
- الصُّلْبَوِيَّة (الاسم العلمي: Sclerolobium)
- جناحي فلقي (الاسم العلمي: Pterolobium)
- حِنَّاءُ البَقَرِ[4] (الاسم العلمي: Erythrophleum)
- (الاسم العلمي: Dimorphandra)
- (الاسم العلمي: Acrocarpus)
- (الاسم العلمي: Pterogyne)
- (الاسم العلمي: Melanoxylon)
- (الاسم العلمي: Recordoxylon)